# باغ صاحب‌دیوان
باغ بهجت‌آباد یا باغ صاحب‌دیوان یکی از باغ‌های تاریخی استان فارس واقع در شهر شیراز بوده است که توسط فتحعلی‌خان صاحب‌دیوان، فرزند علی‌اکبر قوام‌الملک شیرازی  در سال ۱۳۰۱ ه‍.ق هم‌گاه ۱۲۵۷ خورشیدی، در پشت باروی شهر و در میانه دروازه کازرون و دروازه باغشاه بنا شده‌است.وی هم‌چنین کاروانسرا و طویله‌ای نیز در کنار باغ ساخت و چند ایوان طولانی و اتاق جنب در باغ احداث نمود.
این باغ هم‌اکنون به منازل مسکونی تبدیل شده‌است.